# Okręty podwodne typu VIIA
Okręty podwodne typu VIIA – typ 10 okrętów podwodnych Kriegsmarine zbudowanych w latach 1936–1937 przez niemieckie stocznie Deschimag AG Weser i Friedrich Krupp Germaniawerft. Konstrukcja tych jednostek opierała się na ulepszonym projekcie opracowanych dla Finlandii przez założone w Holandii niemieckie biuro konstrukcyjne Ingenieurskantoor voor Scheepsbouw (IvS) okrętów typu Vetehinen. Okręty typu VIIA były prekursorami najważniejszego „atlantyckiego” typu U-Bootów Kriegsmarine w trakcie drugiej wojny światowej. Podczas prowadzonej kampanii wojennej miały status okrętów operacyjnych do końca roku 1940, kiedy ocalałe jednostki tego typu skierowano do działań szkoleniowych.

## Zniszczenie okrętów
- 20 września 1939 roku U-27 został zatopiony przez brytyjskie niszczyciele HMS „Forester” (H74)(inne języki) i „Faulknor” w pobliżu wybrzeża Szkocji
- 29 listopada 1939 roku niszczyciele HMS „Icarus”(inne języki), „Kingston” i „Kashmir” zatopiły U-35
- 4 grudnia 1939 roku brytyjski okręt podwodny HMS „Salmon” w pobliżu Kristiansand storpedował U-36
- 12 lutego 1940 roku trałowiec HMS „Gleaner” zatopił bombami głębinowymi U-33
- 11 marca 1940 roku brytyjski samolot zatopił U-31
- 30 października 1940 na północny wschód od Irlandii brytyjskie niszczyciele HMS „Harvester” i „Highlander”(inne języki) zatopiły U-32
- 5 sierpnia 1943 roku tender okrętów podwodnych „Lech” przypadkowo staranował U-34 zatapiając go.
- 14 marca 1944 roku U-28 w wyniku wypadku zatonął w Neustadt.

Dwa ocalałe okręty (U-29 i U-30) zostały zatopione 4 maja 1945 roku przez własne załogi we Flensburgu.